# Останкіно (телецентр)
55°49′23″ пн. ш. 37°36′23″ сх. д. / 55.82305556° пн. ш. 37.60638889° сх. д.

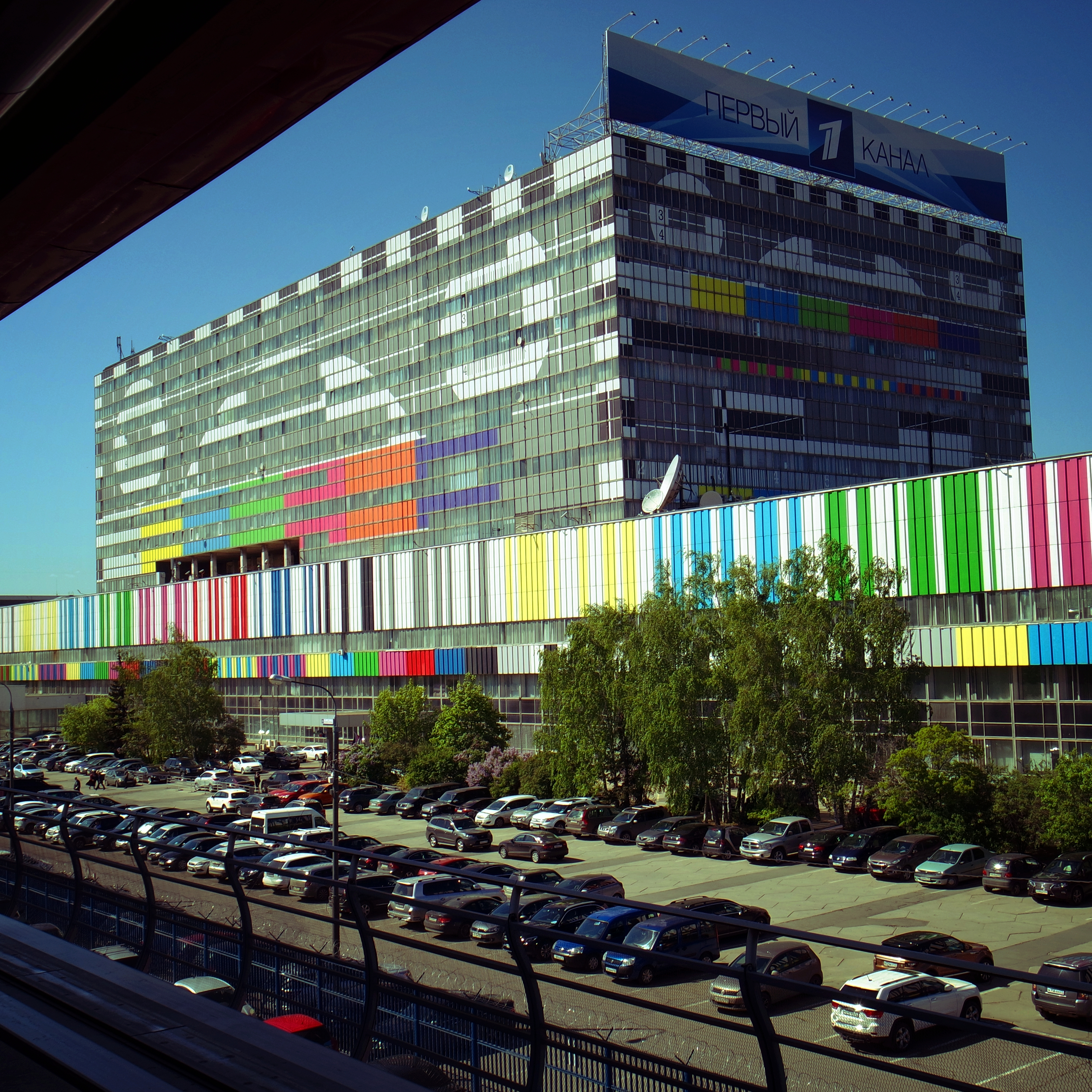
Будівля телецентру «Останкіно», оформлене з використанням зображення телевізійної тест-таблиці (травень 2016)

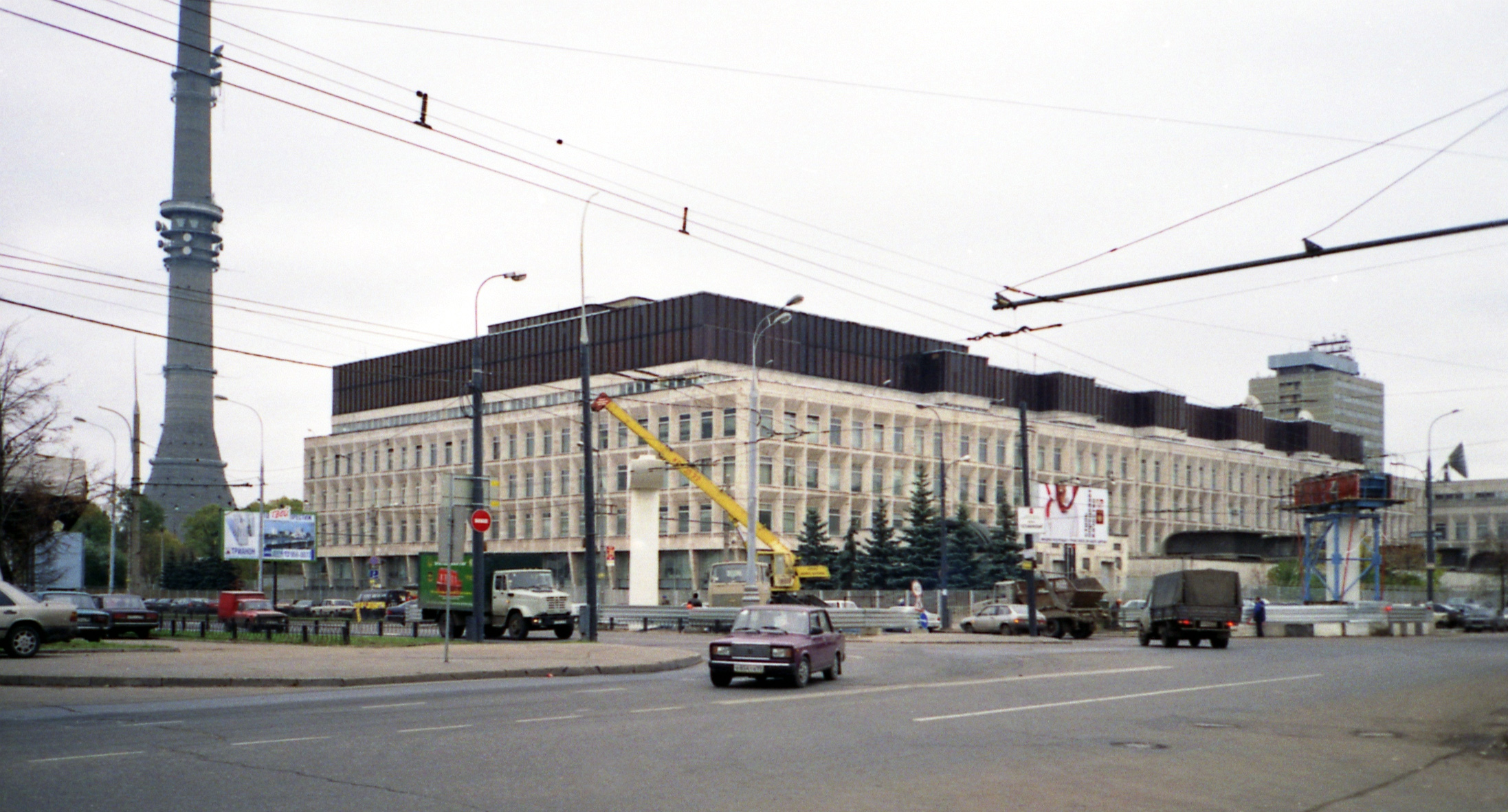
Будівля апаратно-студійного комплексу (АСК-3) на вулиці Академіка Корольова в Москві (12 жовтня 2002)

Телевізійний технічний центр «Останкіно» імені 50-річчя Жовтня (ФГУП «ТТЦ „Останкіно“») — російський телевізійний і радіомовний центр і прилеглий до нього технічний центр в місті Москві. В даний час економічно є федеральним державним унітарним підприємством (ФДУП).
Побудований у 1964—1967 роках одночасно з Останкінської телевежею, яка підняла передавачі телецентру до висоти 525 метрів. Урочиста закладка будівлі телецентру відбулась 22 квітня 1964 року, а перша черга телевізійного комплексу введена в дію в листопаді 1967 року.
Розташований за адресою: 127427, Росія, м. Москва, вулиця Академіка Корольова, будинок № 12.
Найбільший в Європі мовний комплекс вже більше сорока років представляє собою єдину, цілодобово діючу технологічну систему.

## Історія
Телецентр проектували ще при Микиті Хрущові архітектори Л. В. Баталов, В. о. Жаров, А. А. Закарьян, Л. С. Соловйов, К. С. Шехоян, інженер А. А. Левінштейн. Планувалося, що будівля телецентру буде заввишки 26 поверхів, але був затверджений проект 13-поверхової будівлі. Спочатку телецентр передбачалося розмістити на Ленінських горах — найвищій точці столиці. Однак, з деяких причин він влаштувався на околиці Москви, в мальовничому районі Останкіно: там було цілком просторо для масштабного будівництва. Команді перших будівельників вдалося побудувати вдвічі більший телецентр, ніж це спочатку замислювалося в Міністерстві зв'язку СРСР. Підстави для подібного масштабу були вагомі: об'єкт «Велика Москва» для величезного Радянського Союзу повинен був бути не менше, ніж Олімпійський телецентр компанії «NHK» в Токіо, телецентр «ORTF» в Парижі або новий телецентр «BBC» в Лондоні.

### Події біля телецентру 3 жовтня 1993 року
3 жовтня 1993 перед будівлею телецентру стався збройний конфлікт між прихильниками Верховної Ради РФ та підрозділами Міністерства оборони РФ і МВС РФ, забрав життя, щонайменше, 46 осіб. Серед убитих були також іноземні журналісти, зокрема Рорі Пек. Від вибуху всередині АСК-3, де знаходилися бійці загону МВС «Вітязь», загинув один боєць (рядовий Микола Ситников, Герой Росії посмертно). Загинув відеоинженер РГТРК «Останкіно» Сергій Красильников, вбитий кулею на своєму робочому місці в кабінеті №1276 на першому поверсі АСК-3. У жовтні 2016 року у пам'ять про вбитого відеоінженера відкрили меморіальну дошку

### Пожежа 2005 року
11 квітня 2005 в телецентрі «Останкіно» спалахнула пожежа. Сигнал про загорання на другому поверсі будівлі в приміщенні АСК-3 надійшов о 16:42 за київським часом. Пожежа виникла в кабельному колекторі, розташованому на першому і другому поверхах. Через пожежі не працювали телеканали «Муз-ТВ», «7ТВ» і кілька FM-радіостанцій («Європа плюс»). При цьому інцидент не позначився на роботі центральних телеканалів — «Першого каналу», «Росії» і «НТВ». Ці телеканали продовжували мовлення у звичному режимі, в той час як на «Муз-ТВ» замість звичних музичних кліпів демонстрували художні фільми. Від цієї пожежі постраждала студія каналу «Муз-ТВ», з якої виходила основна частина передач, які йдуть у запису. Програма Першого каналу «Час» 21:00 вийшла в ефір з резервної студії АСК-3, однак нічний випуск «Часу» в 23:30 вийшов в ефір вже із звичайної студії.

### Пожежа 2013 року
30 липня 2013 сталася пожежа на шостому поверсі телецентру. Спостерігався вогонь і дим. Пожежі була присвоєна 4 категорія складності. Протягом години пожежу було локалізовано. Збиток оцінений в 120 000 рублів.
Внаслідок пожежі з будівлі телецентру було евакуйовано більше тисячі співробітників. Пожежа ніяк не позначилася на мовлення центральних телеканалів, за винятком супутникового телеканалу «НТВ-Плюс Футбол»: коментатор матчу 3-го кваліфікаційного раунду Ліги чемпіонів УЄФА «Зеніт» — «Норшелланн» Геннадій Орлов був евакуйований. Трансляція зустрічі завершилася без коментаря.

## Технологічні комплекси телецентру
Основні напрямки діяльності телецентру «Останкіно» відображають чотири технологічних комплексу:
- Мовний комплекс — автоматизований ефірний комплекс «Першого каналу», що забезпечує вихід програм на п'яти часових поясах Росії і країн СНД, апаратно-програмні блоки понад тридцяти телеканалів.
- Комплекс телевізійного виробництва — в комплекс входять апаратно-студійні блоки, позастудійні технічні засоби, засоби відеозапису і монтажу, засоби озвучування відеозаписів.
- Телекомунікаційний комплекс — містить комутаційні апаратні телецентру, внутрішні лінії передачі сигналів відео, звуку, системи виходу на зовнішні канали зв'язку та розповсюдження телевізійних і радіопрограм.
- Комплекс радіомовлення — забезпечує підготовку, формування та видачу в ефір радіопрограм.

## Будівля

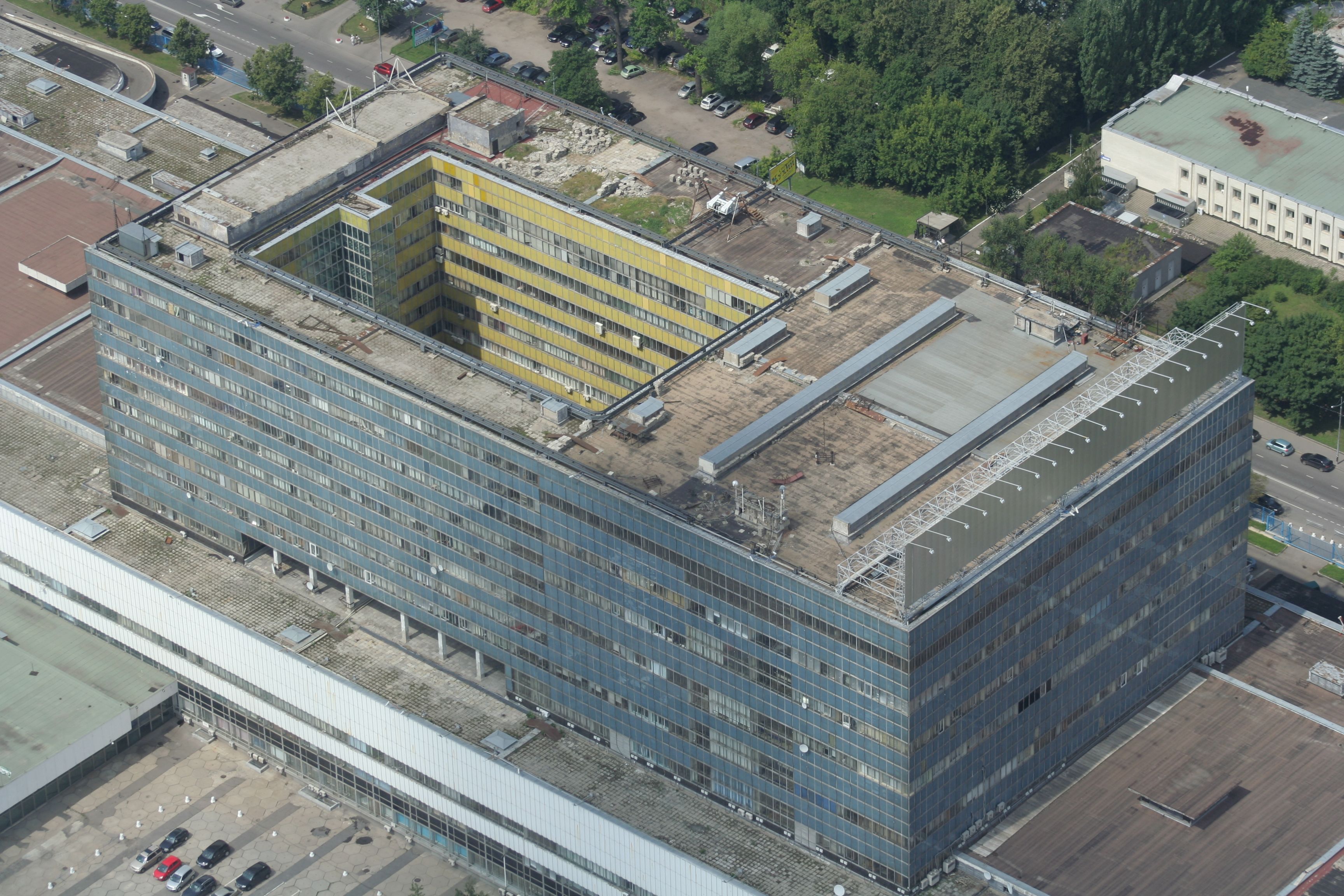
Будівля телецентру «Останкіно». Вид з оглядового майданчика Останкінської телевежі.

13-поверхова будівля Останкінського телевізійного комплексу побудовано з скла і бетону. Торець будівлі, що виходить на бік Останкінського ставка, відрізняється від всіх інших фасадів. Об'єм будівлі перевищує 1 млн. куб. метрів. Загальна висота будівлі — 55 метрів, корисна площа — 154 000 кв. метрів.

## Останкіно сьогодні
У 2005 валовий дохід ФГУП «ТТЦ „Останкіно“» вже склав близько одного мільярда рублів. У 2006 — трохи більше. У 2007 вийшов на 1,5 млрд, у 2008 планувалося зростання до 1,8 млрд.
На території ТТЦ «Останкіно» знаходиться Міжнародний інститут кіно, телебачення і радіомовлення (МИКТР).